# Sinningia aghensis
Sinningia aghensis é uma espécie de planta do gênero Sinningia e da família Gesneriaceae. 

## Taxonomia
A espécie foi descrita em 1991 por Alain Chautems. 

## Forma de vida
É uma espécie rupícola e herbácea. 

## Descrição
Planta com 25-70 centímetros de altura com 2-3 pares de folhas condensadas, entrenós de até 5 mm, lâmina 3-18 centímetros de comprimento, produzindo geralmente uma única haste floral de 20-30 centímetros de comprimento na axila de uma folha no ápice do caule, 4-12 flores em cimeiras no ápice da haste, corola com cerca de 3,5 centímetros compr, roxo escuro, lobos patentes a algo reflexos.  
| Caule                               | Caule                        |
| ----------------------------------- | ---------------------------- |
| caule aéreo                         | anual                        |
| tubérculo                           | presente                     |
| Folha                               |                              |
| filotaxia                           | oposta                       |
| simetria da lâmina                  | simétrica                    |
| formato da lâmina                   | elíptica/lanceolada          |
| ápice da lâmina                     | agudo/arredondado            |
| base da lâmina                      | arredondada/atenuada/cordada |
| margem da lâmina                    | crenada                      |
| indumento da face abaxial da lâmina | pubescente                   |
| Inflorescência                      |                              |
| organização                         | composta                     |
| posição                             | terminal                     |
| Flor                                |                              |
| formato da lacínia do cálice        | lanceolada/triangular        |
| indumento da lacínia do cálice      | tomentosa                    |
| formato da corola                   | tubulosa                     |
| cor do tubo da corola               | roxo                         |
| lobo da corola                      | subiguais                    |
| Fruto                               |                              |
| consistência                        | seca                         |

## Conservação
A espécie faz parte da Lista Vermelha das espécies ameaçadas do estado do Espírito Santo, no sudeste do Brasil. A lista foi publicada em 13 de junho de 2005 por intermédio do decreto estadual nº 1.499-R. 

## Distribuição
A espécie é encontrada nos estados brasileiros de Espírito Santo e Minas Gerais. 
A espécie é encontrada no domínio fitogeográfico de Mata Atlântica, em regiões com vegetação de vegetação sobre afloramentos rochosos.